# Kefamenanu
Kefamenanu (kurz Kefa) ist die Hauptstadt des Regierungsbezirk (Kabupaten) Nordzentraltimor (Provinz Ost-Nusa Tenggara) im indonesischen Teil Westtimors.

## Geographie
Kefamenanu liegt im Zentrum des Regierungsbezirks an der Straße von Atambua nach Soe (Stadt). Nach Nordwesten führt eine weitere Überlandstraße nach Oesilo in der osttimoresischen Exklave Oe-Cusse Ambeno. Kleinere Straßen gehen nach Wini an der Küste im Norden und Eban im Westen.
Die Stadt bildet als Kota Kefamenanu eine eigene Verwaltungseinheit auf Distriktsebene (Kecamatan) und unterteilt sich wiederum in neun Kelurahan:
- Aplasi
- Bansone
- Benpasi
- Maubeli
- Nordkefamenanu (Kefamenanu Utara)
- Sasi (Kefamenanu)
- Südkefamenanu (Kefamenanu Selatan)
- Tubuhue
- Zentralkefamenanu (Kefamenanu Tengah)

## Bevölkerung
In Kefamenanu leben 41.848 Menschen (2013). Die Einwohner sind in der Mehrheit katholischen Glaubens. In der Stadt finden sich noch mehrere Kirchen aus der Kolonialzeit.

## Geschichte

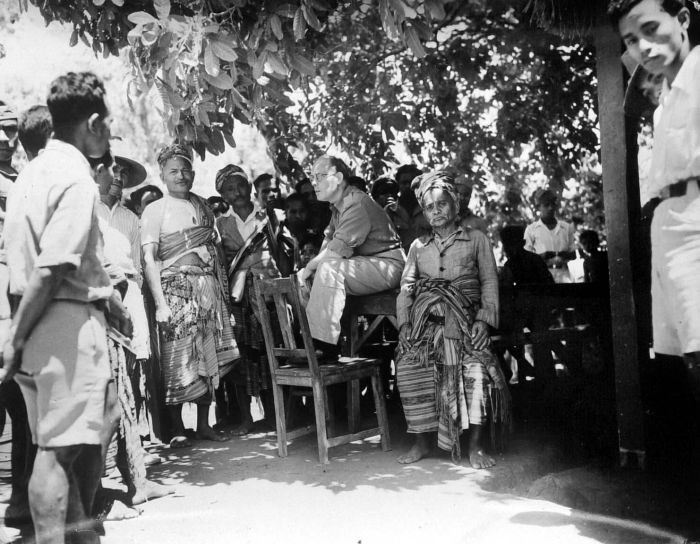
Priester bei Timoresen in Kefamenanu, während der japanischen Besetzung (Oktober 1945)

Kefamenanu war früher ein portugiesischer Posten in einer Region, die zum Zankapfel mit den Niederlanden wurde. Erst der Schiedsspruch des Ständigen Schiedshofs vom 25. Juni 1914 sicherte die niederländische Herrschaft über diese Region Timors. Am 22. September 1922 gründeten die Niederländer am alten Posten eine Stadt und machten sie zum Verwaltungssitz der Unterabteilung Nordzentraltimor (Onderafdeling Noord-Midden Timor). 1923 entstand das Verwaltungsgebäude, das heute das lokale Archiv beherbergt.
In Kefamenanu befand sich eines der vielen Flüchtlingslager für Osttimoresen, die während der Krise in Osttimor 1999 nach Westtimor zwangsevakuiert wurden.

## Wirtschaft
Die Region ist seit 2007 ein Zentrum der Manganförderung. Das Erz wird über die Häfen von Kupang, Atambua und Wini exportiert. Bekannt ist Kefamenanu auch für seine Ikat-Webkunst.
Touristisch interessant ist die Höhle Maria Bitauni.